# Miniatures (Lamote de Grignon)
Miniatures per a petits conjunts d'instruments de vent és una obra del compositor i director d'orquestra català Ricard Lamote de Grignon, composta entre els anys 1943 i 1944.

## Composició
Aquest conjunt de peces van ser creades durant l'estada de Lamote de Grignon com a subdirector de l'Orquestra Municipal de València, de la qual en aquells dies el seu pare Joan Lamote de Grignon era el director. Eren peces purament funcionals: Ricard Lamote de Grignon les va pensar com a exercicis previs als assajos d'orquestra per als instrumentistes de vent. Aquestes petites peces no busquen el virtuosisme tècnic, sinó que la seva finalitat és fer un treball de so i afinació. És a dir, servien per millorar la sonoritat i la solidesa com a grup de la secció de vent de l'orquestra.

## Estructura
Aquesta obra, està formada per cinc volums diferents que contenen les setze miniatures: el primer volum, és per a tres flautes; el segon, per a tres clarinets; el tercer, per a dos oboès i corn anglès; el quart, dos oboès, corn anglès i tres fagots; i el cinquè, per a quatre trompes, tres trompetes, tres trombons i tuba.
Un fet singular és que hi ha miniatures que estan transcrites per diferents formacions (per exemple, la miniatura número u la trobem al volum 1, 2 i 3). Un altre aspecte que sobta és que en els volums 4 i 5, Ricard Lamote de Grignon juga també amb la instrumentació (veure taula).

## Altres obres compostes a València
Durant la seva estada a València també va compondre les següents obres: Ofrenda (concert per a piano), Fantasia sobre temes de Serrano, Goya - 6 peces desagradables per a 10 solistes i Epitalami (per a cor i orquestra).

## Característiques musicals de Miniatures
| Volum | Instrumentació                             | Moviments | Tonalitat                         | Compassos      |
| ----- | ------------------------------------------ | --- | --------------------------------- | -------------- |
| 1     | 3 Flautes                                  | I. Moderato pomposo II. Moderato / Vivo (leggerisimo) III. Lento. Molto legato IV. Lento                                                                                  | Do M Do M Do m La m               | 25 29 26 30    |
| 2     | 3 Clarinets                                | I. Moderato pomposo IV. Lento V. Moderato cantabile VI. Allegretto mosso XV. Moderato pomposo XVI. Allegretto giocoso                                                     | Do M La m Re m Re M Si b m Si b M | 25 30 22 40 71 |
| 3     | 2 Oboès i corn anglès                      | I. Moderato pomposo IV. Lento V. Moderato cantabile VI. Allegretto mosso                                                                                                  | Do M La m Re m Re M               | 25 30 22 40    |
| 4     | 2 Oboès, corn anglès i 3 fagots.           | VII. Andante (2 fagots) VIII. Moderato (2 fagots) XIII. Lento (corn anglès i 3 fagots) XIV. Tempo di gavotta (2 oboès, corn anglès i 2 fagots)                            | Do m Do m Fa m Do M               | 45 52 22 64    |
| 5     | 4 Trompes, 3 trompetes, 3 trombons i tuba. | IX. Tiento (4 trompes) X. Allegro giocoso (4 trompes) XI. Lento religioso (3 trompetes, 3 trombons i tuba) XII. Alla pollacca (4 trompes, 3 trompetes, 3 trombons i tuba) | - La M Re M                       | 36 30 29 46    |

## Enregistraments
Lamote de Grignon, R., (2012). Miniatures volum 1 per a tres flautes. A: Música de cambra de compositors catalans per a flauta travessera (CD àudio). Barcelona: Ars Harmonica.

## Partitures
Aquests 5 volums han estat publicats per l'editorial catalana Clivis Publicacions (Primera edició: Maig 1998 / Segona edició: Abril 2014).